# اولسیا ترونتایوا
اولسیا ترونتایوا (انگلیسی: Olesya Truntaeva؛ زادهٔ ۱۱ ژانویهٔ ۱۹۸۰) بازیکن فوتبال اهل روسیه است.